# Bernhard von Westerholt (Domherr, † 1592)
Bernhard von Westerholt (* 1554; † 1592) war Domherr in Münster.

## Leben

### Herkunft und Familie
Bernhard von Westerholt entstammte dem westfälischen Adelsgeschlecht von Westerholt, aus dem zahlreiche namhafte Persönlichkeiten hervorgegangen sind. Er war der Sohn des Hermann von Westerholt zu Lembeck (1516–1567) und dessen Gemahlin Johann von Duvenvoorde. Sein Bruder Johann (1555–1610) war Domherr in Münster.

### Wirken
Am 24. Januar 1575 erhielt Bernhard nach Präsentation durch Caspar Gropper die Provision auf die Dompräbende des verstorbenen Domherrn Raban von Hörde. Diese ging allerdings an den namensgleichen Bernhard von Westerholt.
Am 21. Dezember 1575 nahm Bernhard die münstersche Präbende des Domscholasters Hermann von Diepenbrock in Besitz. Mit der Aufschwörung auf die Geschlechter Westerholt, Lembeck, Duvenvoorde und Renesse im Jahre 1578 wurde er emanzipiert. Am 2. Dezember 1581 verzichtete er zugunsten seines Cousins Johann von Westerholt und heiratete danach Etta von der Kulen, die nach seinem Tode Matthias von Westerholt heiratete. Aus dieser Ehe stammte der Sohn Hermann Hektor (1586–1627). Dieser stand wegen seiner körperlichen Gebrechen lange Zeit unter Vormundschaft seines Stiefvaters Johann von Westerholt († 1628).
Bernhard starb 1592 durch einen tragischen Unglücksfall und ertrank im Rhein.